# Пропаганда в Кыргызстане
Пропаганда в Кыргызстане — комплекс различных механизмов направленных на распространение в СМИ и социальных сетях (через «фабрики троллей») информации формирующую определённую точку зрения. Пропагандой в Кыргызстане могут заниматься как местные государственные структуры и элиты, так и внешние силы. Действия могут активно сочетаться с цензурой.

## История
После распада СССР Кыргызстан, относительно многих других постсоветских стран, имел высокий индекс свободы слова. В стране несколько раз происходила смена власти путём революций. 
В 2020 году произошли очередные массовые волнения, в результате которых к власти пришёл Садыр Жапаров. Позже Жапаров заявлял, что перед этой революцией он, находясь ещё в тюрьме, использовал социальные сети, где создавал тематические группы. Ему на Facebook были подконтрольны около 50 групп, в которых распространялась информация про рудник «Кумтор». 
Когда Садыр Жапаров стал президентом Кыргызстана, усилилась цензура в стране и начались проблемы у ряда СМИ, среди изданий испытывающих сложности отмечались Kaktus.Media, 24.kg и Радио «Азаттык». Одновременно с этим началось активное финансирование государственных СМИ, крупные средства направлялись национальной телекомпании НТРК. В 2023 году редакция «factcheck.kg» насчитывала около 50-ти групп в Facebook, в названии которых упоминалось имя президента. Группы распространяли позитивные новости о работе государственных структур. Также редакция заподозрила, что некоторые участники этих групп могли быть фейковыми, тем самым журналисты отнесли их к «фабрикам троллей». Тем временем в Кыргызстане активно действовала российская пропаганда, которая порой даже затмевала все местные киргизские СМИ.
В январе 2024 года организация Human Rights Watch отметила уменьшение уровня свободы слова в Кыргызстане из-за предложениях законопроектов, направленных на расширение цензуры и увеличение государственного контроля над деятельностью неправительственных организаций. Согласно данным «Репортёров без границ», за 2023 год Кыргызстан снизился на 50 позиций в рейтинге свободы прессы, занимая 122-е место из 180.